# 데니스 로턴
데니스 로턴(Denyce Lawton, 1978년 5월 2일 ~ )은 미국의 배우이다.

## 출연 작품
- 비트윈 시스터즈 (2013)
- 더 헬퍼스 (2012)
- 맬리스 엔 원더랜드 (2010)
- 데스 드라이브 (2007)
- 하우스 오브 페인 (2006)
- 잇 에인트 이지 (2006)
- 소울 플레인 (2004)